# Dolmen de la Pineyre
Le dolmen de la Pineyre, appelé aussi tumulus-dolmen de la Pennet (de la Bonnet), est situé à Saint-Nectaire dans le département du Puy-de-Dôme.

## Protection
L'édifice a fait l’objet d’un classement au titre des monuments historiques en 1923.

## Architecture
C'est un dolmen à l'architecture complexe, difficilement lisible puisque l'édifice est en grande partie enfoui dans son tumulus. Il est constitué de 4 orthostates au moins, le tout recouvert d'une unique table de couverture.  Extérieurement, il mesure au maximum 4,20 m de longueur sur 3,60 m de largeur et 1 m de hauteur.
| Dalle                                                           | Longueur | Largeur | Épaisseur |
| --------------------------------------------------------------- | -------- | ------- | --------- |
| Table                                                           | 4 m      | 3,05 m  | 0,80 m    |
| Orthostate no 1                                                 | 1,45 m   | 0,60 m  | 0,15 m    |
| Orthostate no 2                                                 | 1,20 m   | 0,90 m  | 0,30 m    |
| Orthostate no 3                                                 | 1,60 m   | 0,90 m  |           |
| Orthostate no 4                                                 | 2 m      | 0,40 m  |           |
| Données : Inventaire des mégalithes de la France, 8-Puy-de-Dôme |          |         |           |

La table de couverture, fortement inclinée vers le sud-est, repose sur le tumulus et sur les supports no 2 et no 4. C'est une dalle arrondie aux angles, traversée d'une diaclase en son centre et comportant une dénivellation au sud-est. La face extérieure est bombée mais la face intérieure est parfaitement lisse et semble avoir été retaillée et polie. Le volume de la chambre est réduit par l'inclinaison de la table. Elle mesure 3 m de long, 2,50 m de large et 1,50 m de haut. La chambre ouvre au sud-ouest entre les dalles no 1 et no 2 mais il ne s'agit peut-être pas de l'entrée d'origine. 
Le tumulus est très bien conservé. C'est un cairn dolménique recouvert de terre, son diamètre actuel atteint 6 m à 8 m mais il a été endommagé par des éboulements et la création du chemin forestier voisin.

## Matériel archéologique
La chambre a été entièrement vidée à une époque ancienne. Aucun matériel archéologique se rattachant à l'édifice n'est connu.